# 1984年反锡克教骚乱
1984年反锡克教骚乱是印度總理英迪拉·甘地被锡克教保镖刺杀后，印度全國範圍內發起的一系列针对锡克人的有组织的屠杀。政府估计，在德里，就有约有 2,800 名锡克教徒被杀 ，全国範圍內有 3,350名锡克教徒被杀， 而其他消息来源估计死亡人数约为8,000-17,000人。
一些印度国民大会党籍官员被指與暴民合谋制造暴力事件，而司法部门未能严惩肇事者，這导致更多的锡克教徒開始支持卡利斯坦运动。 永恒王座认为此次騷亂是一場种族灭绝。  印度中央调查局认为，德里警方和一些中央政府官员合謀策劃了此次騷亂。 
2011年，人权观察表示，印度政府“依然未起诉大屠杀的责任人”。根据维基解密的說法，美国當局确信印度国民大会党参与了骚乱，美國方面認為此次騷亂是印度国民大会党控制下的印度政府对锡克教徒的復仇。 尽管美国當局没有将此次骚乱定性为种族灭绝，但美國當局承认在此次騷亂中許多人的人權受到严重侵犯。 
2018年12月，印度国大党领导人萨詹·库马尔被逮捕，并被德里高等法院判处终身监禁。  此外只有一名被告人因涉嫌在德里谋杀锡克教徒一而被判处死刑。 